# Vintíř (poustevník)
Blahoslavený Vintíř (německy Gunther nebo Günther, latinsky Guntharius, někdy uváděn jako Gunther z Niederaltaichu, asi 955–1045, někdy označován jako svatý) byl německý benediktinský mnich, zakladatel kláštera Rinchnach. Z jeho jména vzniklo německé jméno Günther.

## Život
Vintíř žil v 10.–11. století a jeho život je opředen mnoha nejasnostmi. Narodil se někdy kolem roku 955 v hraběcí rodině z Käfernburgu-Schwarzburgu v Durynsku, byl bratrancem bavorského vévody a pozdějšího římského císaře Jindřicha II. a díky sňatku Jindřichovy sestry Gisely s králem Štěpánem (později svatořečeným) se stal spřízněným i s uherským vládnoucím rodem. V Uhrách strávil několik let, především v lesích u dnešního Bakonybélu, kde kolem roku 1018 založil benediktinský klášter svatého Mořice.
Je pravděpodobné, že se přátelil s přemyslovskými bratry Oldřichem a Jaromírem, kteří v roce 1001 utekli z Čech před krutým Boleslavem Ryšavým. Kolovala pověst, že se Vintíř stal kmotrem knížete Břetislava, Oldřichova syna.
Osudovým pro Vintíře a pro utváření jeho názorů na život a víru bylo setkání s biskupem Gothardem, na jehož základě se Vintíř rozhodl stát řeholníkem benediktinského řádu. V té době byl vdovcem a otcem minimálně dvou synů. Darovací listinou z 25. prosince 1005 odevzdal v přítomnosti Gothardově svůj majetek klášteru hersfeldskému jako prebendu pro klášter Göllingen. Gothard ho poté vzal s sebou v jeho světském šatě do kláštera v bavorském Niederaltaichu. Odtud vykonal Vintíř pouť do Svaté země a po návratu na jaře roku 1006 odložil před oltářem sv. Mořice zbraň a započal noviciát a roku 1007 složil řeholní sliby. Nejprve se navzdory vstupu do řádu nemohl vzdát světských radovánek, později ale odchází do samoty a žije příkladný život světce. Prošel Bavorskem, krátký čas pobyl v Rancingu (dnešní Lahling), později se přemístil do kraje nad Řezným potokem (na bavorské straně Šumavy), kde si založil poustevnu, která se s příchodem dalších bratří později rozrostla v klášter Riminichi (klášter Rinchnach). Podílel se na vybudování kaple sv. Jana Křtitele.
Později se dostal do oblasti kolem hradu Rabí a nakonec se usadil na vrchu Březník (Dobrá Voda), kde v poustevně Březnice 9. října 1045 zemřel. Podle svého přání byl pochován v břevnovském klášteře. Jeho ostatky během husitských válek rozházeli husité. Jeho kenotaf se nachází při jižní stěně klášterní baziliky sv. Markéty.

## Posmrtné osudy a význam
Břetislav I. oceňoval jeho misionářské úsilí a využíval jej jako diplomata. Je doloženo Vintířovo působení v jednání mezi císařem Jindřichem III. a českým knížetem. 
Vintíř není oficiálně kanonizován dodnes. Jeho uctívání jako světce však je podporováno a doporučováno různými papežskými bulami a dekrety. Vintířovo uctívání bylo např. připuštěno bulou papeže Urbana VIII. z roku 1634, kde povolení kultické úcty Vintířovy zdůvodňuje konstatováním, že je prokázána „od nepamětných dob a nepřetržitě“. Na Šumavě v Dobré Vodě vzniklo poutní místo zasvěcené tomuto světci a breve papeže Benedikta XIV. z 13. ledna 1753 udělovalo plnomocné odpustky návštěvníkům kostela v Dobré Vodě, jehož zasvěcení je uváděno jako „svatého Vintíře“, a další breve ze 17. března 1765 povýšilo tamní oltář se zázračnou světcovou kultovní plastikou na privilegovaný. Dobrá Voda na Šumavě se také stala místem česko-německých poutí, jejichž tradice byla obnovena v roce 1992, kdy probíhají mimo jiné společné mše svaté v kostele sv. Vintíře v Dobré Vodě. Případné pochybnosti o legitimitě liturgické úcty ke svatému Vintíři ukončil papež Jan Pavel II.; zatím poslední vydání Římského martyrologia výslovně uvádí: "Břevnov v Čechách, místo uložení svatého Vintíře, poustevníka, který opustil rozkoše světa, uchýlil se nejprve do úkrytu mnišského života a pak do odlehlých lesů mezi Bavorskem a Čechami, kde žil a zemřel jak spojen s Bohem, tak oddělen od lidí."